# 普雷斯克艾爾港 (密歇根州)
普雷斯克艾爾港（英語：Presque Isle Harbor）是位於美國密歇根州普雷斯克艾爾縣普雷斯克艾爾鎮區的一個普查規定居民點。

## 人口
根據2020年美國人口普查的數據，普雷斯克艾爾港的面積為18.12平方千米，當中陸地面積為16.51平方千米，而水域面積為1.61平方千米。當地共有人口643人，而人口密度為每平方千米35.49人。